# Альберт Рієра
Альберт Рієра (ісп. Albert Riera; нар. 15 квітня 1982, Манакор) — іспанський футбольний тренер і колишній футболіст, який грав на позиціях вінгера та лівого захисника. Наразі є головним тренером клубу «Целє».
Насамперед відомий виступами за іспанські клуби «Мальорка» та «Еспаньйол», з першим з яких Альберт ставав володарем Кубка Іспанії. Також виступав за ряд іменитих європейських клубів, зокрема англійські «Манчестер Сіті» та «Ліверпуль», а також за національну збірну Іспанії, у складі якої став бронзовим призером Кубка конфедерацій 2009 року.

## Клубна кар'єра
Народився 15 квітня 1982 року в місті Манакор. Вихованець футбольної школи клубу «Мальорка». Дорослу футбольну кар'єру розпочав у 2000 році в основній команді того ж клубу, в якій провів три сезони, взявши участь у 44 матчах чемпіонату.
Своєю грою за цю команду привернув увагу представників тренерського штабу клубу «Бордо», до складу якого приєднався 2003 року. Відіграв за команду з Бордо наступні два сезони своєї ігрової кар'єри. Більшість часу, проведеного у складі «Бордо», був гравцем основного складу команди.
Згодом з 2005 до 2008 року грав у складі команд клубів «Еспаньйол» та, на умовах оренди, «Манчестер Сіті».

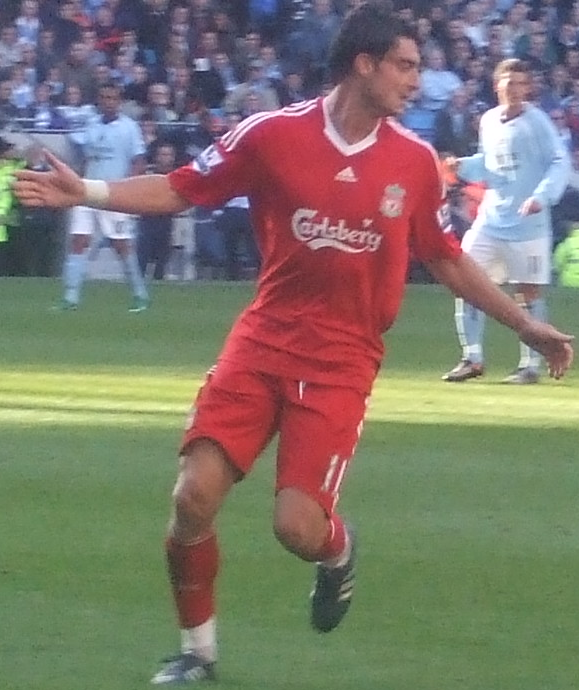
Альберт Рієра під час виступів за «Ліверпуль». 5 жовтня 2008 року

У 2008 році уклав контракт з клубом «Ліверпуль», у складі якого провів наступні два роки своєї кар'єри гравця.
Протягом сезону 2010/11 захищав кольори команди клубу «Олімпіакос», вигравши з командою титул чемпіона Греції.
До складу клубу «Галатасарай» приєднався 3 серпня 2011 року. Сума трансферу склала 3 мільйони євро. Згідно з укладеним контрактом, Рієра повинен був заробляти в стамбульському клубі 2,7 млн євро в рік. Вперше забив 25 січня 2012 року в матчі з «Анкарагюджю» (4:0).
Після переходу Нордін Амрабата в «Галатасарай» Фатіх Терім пересунув Рієру на позицію лівого захисника. Пов'язано це, в першу чергу, було з відсутністю футболістів, здатних зіграти на цьому місці, за винятком схильного до травм Хакана Балта. З командою двічі поспіль вигравав національний чемпіонат та суперкубок. 28 січня 2014 року розірвав контракт з клубом. Всього встиг відіграти за стамбульську команду 60 матчів в національному чемпіонаті (3 гол), 6 матчів в національному кубку та 14 ігор у єврокубках (1 гол). 
У лютому 2014 року з'явилась інформація про перехід Альберта до харківського «Металіста», проте трансфер не відбувся і 24 березня Рієра підписав попередній контракт з «Удінезе», що виступав в силу 1 липня. Трьома днями пізніше приєднався до англійського «Вотфорда» до кінця сезону . Свій перший і єдиний гол за англійців забив 19 квітня у домашньому матчі проти «Іпсвіч Таун». У грі з «Чарльтоном» отримав дві жовті картки, а після матчу був звинувачений в неадекватній поведінці Футбольною асоціацією Англії, отримав двоматчеву дискваліфікацію і відправився в «Удінезе», так як до кінця чемпіонату залишалася лише одна гра. Не зігравши жодної гри за «зебр», 29 листопада був звільнений з італійського клубу за участь в покерному турнірі в Словенії, якому він віддав перевагу грі проти «К'єво».
5 березня 2015 Рієра повернувся до рідної «Мальорки», підписавши контракт на півтора року. Проте важе за кілька місяців покинув клуб через конфлікт з головним тренером Микелем Солером.
У вересні 2015 року підписав контракт з словенським клубом «Заврч», де грав до кінця року, після чого розірвав контракт з клубом, але залишився у країні, ставши гравцем «Копера».

## Виступи за збірну
2000 року дебютував у складі юнацької збірної Іспанії, взяв участь у 11 іграх на юнацькому рівні.
Протягом 2002–2003 років залучався до складу молодіжної збірної Іспанії. На молодіжному рівні зіграв у 15 офіційних матчах, забив 2 голи.
13 жовтня 2007 року дебютував в офіційних матчах у складі збірної Іспанії проти данців в рамках відбіркового турніру до чемпіонату Європи 2008 року він вразив ворота суперника з-за меж штрафної площі. В заявку на фінальний турнір включений не був.

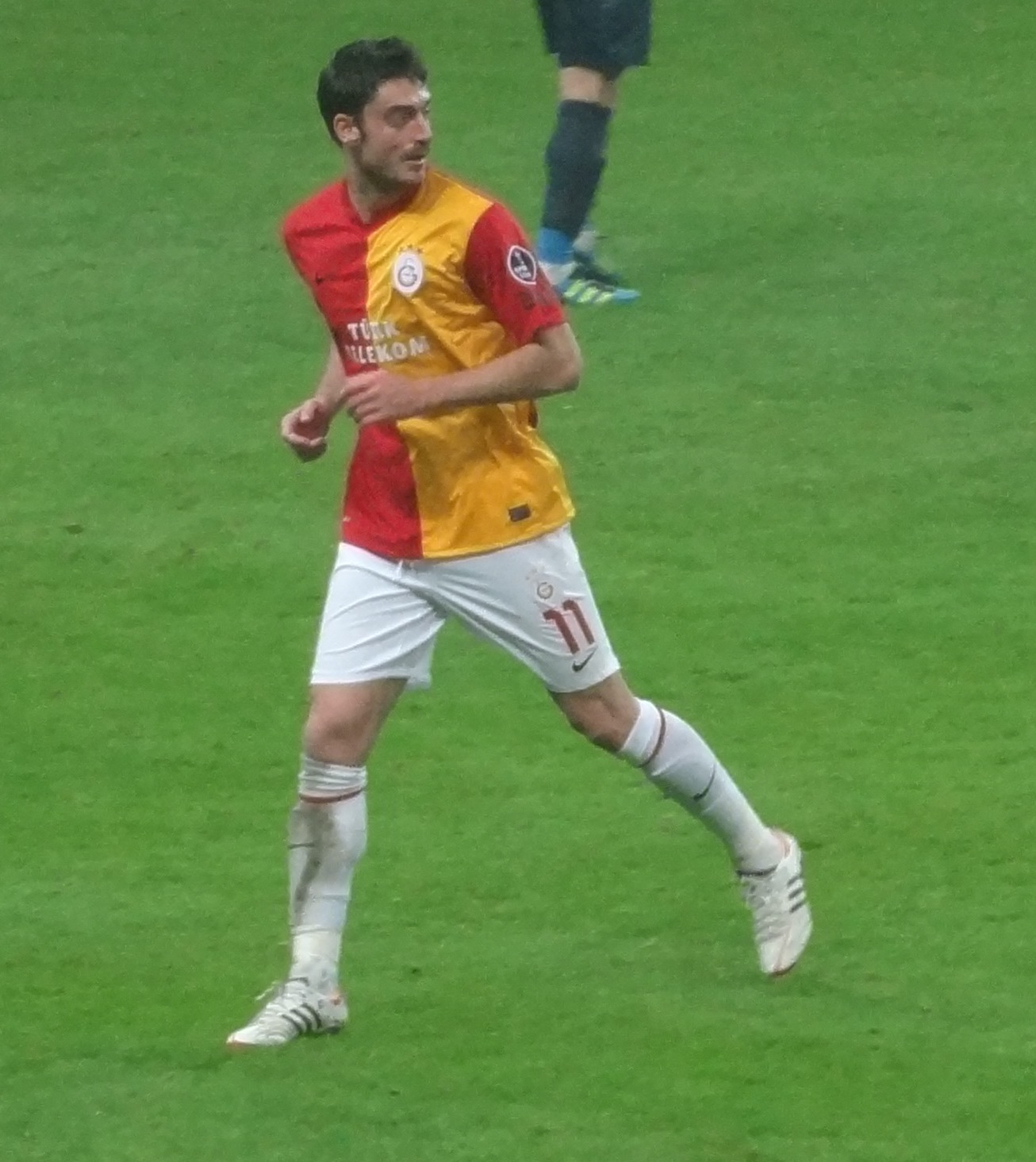
Альберт Рієра під час виступів за «Галатасарай». 25 січня 2012 року

Знову був викликаний в збірну в жовтні 2008 року на матчі відбіркового турніру до чемпіонату світу 2010 року після того, як Дієго Капель відмовився грати через травму. Провів 11 хвилин у зустрічі проти збірної Естонії. У наступному році на останній хвилині забив переможний м'яч у ворота збірної Туреччини (2:1).
Вісенте дель Боске включив Рієру в склад на Кубок Конфедерацій 2009, і Альберт провів чотири матчі за команду, яка посіла третє місце. Втім, на чемпіонат світу він не поїхав і в збірну більше не викликався.
Всього за три роки провів у формі головної команди країни 16 матчів, забивши 4 голи.

## Тренерська кар’єра

### Галатасарай (асистент)
Рієра офіційно оголосив про завершення футбольної кар’єри 24 січня 2018 року через публікацію в соціальних мережах, де він зобразив себе, буквально повісивши бутси на дерево. У 2019 році він отримав ліцензію Про УЄФА, а в серпні наступного року повернувся до «Галатасарая» як асистент головного тренера Фатіха Теріма. У січні 2022 року він повернувся на Тюрк-Телеком-Арена для роботи разом із співвітчизником Доме́неком Торрентом.

### Олімпія Любляна
4 липня 2022 року Рієра повернувся до вищого дивізіону Словенії, коли його призначили головним тренером «Олімпії Любляна». Його вигнали з першої прес-конференції ультрас «Олімпії», «Green Dragons», які були незадоволені звільненням попереднього тренера Роберт Просінечкі. Він дебютував через три дні вдома проти Діфферданж 03 у першому кваліфікаційному раунді Ліга конференцій УЄФА, зігравши внічию 1:1, і потребував додаткового часу в матчі-відповіді, щоб пройти цей раунд. Його команда розпочала сезон ліги 14 липня з домашньої перемоги 2:0 над Мурою, після чого здобула ще сім перемог, що стало найкращим стартом клубу з 1994 року.
Рієра врешті привів «Олімпію» до національного чемпіонства, здобувши перший титул з 2018 року після перемоги над головними суперниками Марибором 2:0 за п’ять турів до кінця. Він завершив дубль, перемігши «Марибор» у Кубку Словенії завдяки пенальті Тімі Макса Ельшніка на 130-й хвилині. За свої досягнення він був визнаний Тренером року; однак під час церемонії він оголосив, що йому не запропонували новий контракт, і він залишить клуб після закінчення терміну дії контракту наприкінці травня.

### Целє
20 липня 2023 року, за два дні до початку нового сезону, Рієра був офіційно представлений як тренер «Целє», також у вищому дивізіоні Словенії. У своєму дебютному матчі через три дні його команда зіграла внічию 2:2 на виїзді проти Алюмінію. Він залишив клуб, який очолював таблицю після 11 турів, 11 жовтня. Він провів 17 матчів, зокрема вибив португальський Віторія Гімарайнш у другому кваліфікаційному раунді Ліга конференцій УЄФА.

### Бордо
Наступного дня після відходу з «Целє» Рієра став новим тренером «Бордо» — тепер у Лізі 2 — повернувшись до клубу через 18 років після виступів за нього як гравець і підписавши контракт до червня 2025 року. Його дебют 21 жовтня завершився поразкою 2:0 від Анже.
Рієра привів свою команду до 12-го місця. Однак «Бордо» було адміністративно понижено до Чемпіонату Національ і оголошено банкрутом перед початком нового сезону.

### Повернення до Целє
Рієра повернувся до «Целє» 29 липня 2024 року, підписавши дворічний контракт. Вже наступного дня він керував командою у виїзній поразці 5:0 від Слована Братислава у другому кваліфікаційному раунді Ліги чемпіонів, вилетівши з загальним рахунком 6:1; це була найважча поразка клубу в європейських змаганнях, а також одна з найважчих у тренерській кар’єрі Рієри.

## Статистика виступів

### Статистика клубних виступів
| Сезон                   | Команда                 | Чемпіонат               | Чемпіонат | Чемпіонат | Національний кубок | Національний кубок | Національний кубок | Континентальні кубки | Континентальні кубки | Континентальні кубки | Інші змагання | Інші змагання | Інші змагання | Усього | Усього |
| Сезон                   | Команда                 | Ліга                    | Ігор      | Голів     | Ліга               | Ігор               | Голів              | Ліга                 | Ігор                 | Голів                | Ліга          | Ігор          | Голів         | Ігор   | Голів  |
| ----------------------- | ----------------------- | ----------------------- | --------- | --------- | ------------------ | ------------------ | ------------------ | -------------------- | -------------------- | -------------------- | ------------- | ------------- | ------------- | ------ | ------ |
| 1999–00                 | «Мальорка Б»            | СДБ (ІІІ)               | 7         | 1         | -                  | -                  | -                  | -                    | -                    | -                    | -             | -             | -             | 7      | 1      |
| 2000–01                 | «Мальорка Б»            | СДБ (ІІІ)               | 31        | 6         | -                  | -                  | -                  | -                    | -                    | -                    | -             | -             | -             | 31     | 6      |
| 2001–02                 | «Мальорка Б»            | СДБ (ІІІ)               | 16        | 0         | -                  | -                  | -                  | -                    | -                    | -                    | -             | -             | -             | 16     | 0      |
| Усього за «Мальорку Б»  | Усього за «Мальорку Б»  | Усього за «Мальорку Б»  | 54        | 7         |                    | -                  | -                  |                      | -                    | -                    |               | -             | -             | 54     | 7      |
| 2000–01                 | «Мальорка»              | ПД                      | 3         | 1         | КІ                 | 0                  | 0                  | -                    | -                    | -                    | -             | -             | -             | 3      | 1      |
| 2001–02                 | «Мальорка»              | ПД                      | 8         | 1         | КІ                 | 0                  | 0                  | ЛЧ+КУЄФА             | 3+0                  | 0                    | -             | -             | -             | 11     | 1      |
| 2002–03                 | «Мальорка»              | ПД                      | 35        | 4         | КІ                 | 8                  | 0                  | -                    | -                    | -                    | -             | -             | -             | 43     | 4      |
| 2003–04                 | «Бордо»                 | Л1                      | 32        | 2         | КФ+КЛ              | 2+0                | 0                  | КУЄФА                | 10                   | 5                    | -             | -             | -             | 44     | 7      |
| 2004–05                 | «Бордо»                 | Л1                      | 21        | 2         | КФ+КЛ              | 1+0                | 0                  | -                    | -                    | -                    | -             | -             | -             | 22     | 2      |
| Усього за «Бордо»       | Усього за «Бордо»       | Усього за «Бордо»       | 53        | 4         |                    | 3                  | 0                  |                      | 10                   | 5                    |               | -             | -             | 66     | 9      |
| 2005-06                 | «Еспаньйол»             | ПД                      | 8         | 0         | КІ                 | 0                  | 0                  | КУЄФА                | 3                    | 0                    | -             | -             | -             | 11     | 0      |
| 2005–06                 | «Манчестер Сіті»        | ПЛ                      | 15        | 1         | КА+КЛ              | 4+0                | 0                  | -                    | -                    | -                    | -             | -             | -             | 19     | 1      |
| 2006–07                 | «Еспаньйол»             | ПД                      | 28        | 4         | КІ                 | 1                  | 0                  | КУЄФА                | 13                   | 4                    | СІ            | 2             | 0             | 44     | 8      |
| 2007–08                 | «Еспаньйол»             | ПД                      | 36        | 4         | КІ                 | 3                  | 0                  | -                    | -                    | -                    | -             | -             | -             | 39     | 4      |
| Усього за «Еспаньйол»   | Усього за «Еспаньйол»   | Усього за «Еспаньйол»   | 72        | 8         |                    | 4                  | 0                  |                      | 16                   | 4                    |               | 2             | 0             | 94     | 12     |
| 2008–09                 | «Ліверпуль»             | ПЛ                      | 28        | 3         | КА+КЛ              | 3+0                | 1                  | ЛЧ                   | 9                    | 1                    | -             | -             | -             | 40     | 5      |
| 2009–10                 | «Ліверпуль»             | ПЛ                      | 12        | 0         | КА+КЛ              | 0+1                | 0                  | ЛЧ+ЛЄ                | 1+2                  | 0                    | -             | -             | -             | 16     | 0      |
| Усього за «Ліверпуль»   | Усього за «Ліверпуль»   | Усього за «Ліверпуль»   | 40        | 3         |                    | 4                  | 1                  |                      | 12                   | 1                    |               | -             | -             | 56     | 5      |
| 2010–11                 | «Олімпіакос»            | СЛ                      | 26        | 2         | КГ                 | 2                  | 0                  | ЛЄ                   | 0                    | 0                    | -             | -             | -             | 28     | 2      |
| 2011–12                 | «Галатасарай»           | СЛ                      | 26+4      | 1         | КТ                 | 2                  | 0                  | -                    | -                    | -                    | -             | -             | -             | 32     | 1      |
| 2012–13                 | «Галатасарай»           | СЛ                      | 26        | 2         | КТ                 | 0                  | 0                  | ЛЧ                   | 9                    | 0                    | СТ            | 0             | 0             | 35     | 0      |
| 2013-14                 | «Галатасарай»           | СЛ                      | 4         | 0         | КТ                 | 4                  | 1                  | ЛЧ                   | 5                    | 0                    | СТ            | 0             | 0             | 13     | 1      |
| Усього за «Галатасарай» | Усього за «Галатасарай» | Усього за «Галатасарай» | 56+4      | 3         |                    | 6                  | 1                  |                      | 14                   | 0                    |               | 0             | 0             | 80     | 4      |
| 2013-14                 | «Вотфорд»               | Ч (ІІ)                  | 8         | 1         | КА+КЛ              | -                  | -                  | -                    | -                    | -                    | -             | -             | -             | 8      | 1      |
| 2014–15                 | «Удінезе»               | A                       | 0         | 0         | КІ                 | 0                  | 0                  | -                    | -                    | -                    | -             | -             | -             | 0      | 0      |
| 2014–15                 | «Мальорка»              | СД (ІІ)                 | 6         | 0         | КІ                 | -                  | -                  | -                    | -                    | -                    | -             | -             | -             | 6      | 0      |
| Усього за «Мальорку»    | Усього за «Мальорку»    | Усього за «Мальорку»    | 52        | 6         |                    | 8                  | 0                  |                      | 3                    | 0                    |               | -             | -             | 63     | 6      |
| 2015–16                 | «Заврч»                 | 1Л                      | 12        | 1         | КС                 | 2                  | 1                  | -                    | -                    | -                    | -             | -             | -             | 14     | 2      |
| Усього за кар'єру       | Усього за кар'єру       | Усього за кар'єру       | 388+4     | 36        |                    | 33                 | 3                  |                      | 55                   | 10                   |               | 2             | 0             | 482    | 49     |

## Особисте життя
30 травня 2009 року Альберт одружився з росіянкою Юлією Корольовою. Весілля проходило в Омську. Для гостей виступав Валерій Меладзе, чий гастрольний графік збігся з весіллям футболіста. Пара має спільну доньку Олександру (2008 р.н.). Також у нього є молодший брат Сіто Рієра, теж футболіст, який виступав в одеському «Чорноморці».

## Титули і досягнення
Гравець
- Володар Кубка Іспанії з футболу (2):

«Мальорка»: 2002-03
«Еспаньйол»: 2005-06
- Чемпіон Греції (1):

«Олімпіакос»: 2010-11
- Чемпіон Туреччини (2):

«Галатасарай»: 2011-12, 2012-13
- Володар Суперкубка Туреччини (2):

«Галатасарай»: 2012, 2013
Тренер
- Чемпіон Словенії (1):

«Олімпія»: 2022-23
- Володар Кубка Словенії (2):

«Олімпія»: 2022-23
«Целє»: 2024-25